# Efecte Nova Terra
L'efecte Nova Terra o efecte Nóvaia Zemlià és un exemple de miratge polar, causat per l'alta refracció de la llum solar entre les termoclines atmosfèriques. Porta el nom per la regió russa de Nova Terra (rus: Но́вая Земля́, Nóvaia Zemlià), on fou observat per primera vegada.
L'efecte Nova Terra permet veure el sol després de la seva posta rere (astronòmicament parlant) la línia de l'horitzó i en funció de la situació meteorològica, l'efecte presentarà el Sol com una línia o un quadrat, que de vegades s'anomena «Sol rectangular». El miratge necessita raigs solars de com a mínim 400 quilòmetres de llarg per tenir una capa d'inversió que permeti conduir l'ona lluminosa. El miratge depèn del gradient tèrmic de la capa d'inversió. La llum solar ha de superar la curvatura de la Terra almenys 400 quilòmetres per permetre un augment de l'elevació de 5 graus per poder veure el disc solar. Degut a la necessària longitud dels raigs solars, aquest efecte s'observa principalment en latituds elevades.
La primera persona a observar i descriure el fenomen fou Gerrit de Veer, fuster i cronista de la tercera expedició (1596-1597) a la regió àrtica de Nova Terra del navegant neerlandès Willem Barentsz.